# Палау на літніх Олімпійських іграх 2012
Палау на літніх Олімпійських іграх 2012 представляло п'ять спортсменів у чотирьох видах спорту. Ці спортсмени не змогли завоювати жодної медалі.

## Результати змагань

### Важка атлетика
Men
| Спортсмен     | Дисципліна | Ривок     | Ривок | Поштовх   | Поштовх | Сума | Місце |
| Спортсмен     | Дисципліна | Результат | Місце | Результат | Місце   | Сума | Місце |
| ------------- | ---------- | --------- | ----- | --------- | ------- | ---- | ----- |
| Стевік Патріс | до 62 кг   | 104       | 15    | 130       | 13      | 234  | 14    |

### Дзюдо
Від Палау кваліфікувався один дзюдоїст. Дженніфер Енсон отримала путівку на олімпіааду через її високе положення у чемпіонаті Океанії з дзюдо.
Жінки
| Змагання | Спортсменка     | 1/32                      | 1/16               | Чвертьфінали       | Півфінали          | Фінал              | Фінал              | Перший втішний раунд | Втішний чвертьфінал | Втішний півфінал   | За 3 місце Фінал   |
| Змагання | Спортсменка     | Суперник Результат        | Суперник Результат | Суперник Результат | Суперник Результат | Суперник Результат | Суперник Результат | Суперник Результат   | Суперник Результат  | Суперник Результат | Суперник Результат |
| -------- | --------------- | ------------------------- | ------------------ | ------------------ | ------------------ | ------------------ | ------------------ | -------------------- | ------------------- | ------------------ | ------------------ |
| до 63 кг | Дженніфер Енсон | Цедевсурен Пор. 0000-1100 | Не пройшла         | Не пройшла         | Не пройшла         | Не пройшла         | Не пройшла         | Не пройшла           | Не пройшла          | Не пройшла         | Не пройшла         |

### Легка атлетика
Чоловіки
| Спортсмен      | Дисципліна | Перший раунд | Перший раунд | Чвертьфінал | Чвертьфінал | Півфінал   | Півфінал   | Фінал      | Фінал      |
| Спортсмен      | Дисципліна | Результат    | Місце        | Результат   | Місце       | Результат  | Місце      | Результат  | Місце      |
| -------------- | ---------- | ------------ | ------------ | ----------- | ----------- | ---------- | ---------- | ---------- | ---------- |
| Родман Телтулл | 100 м      | 11.06        | 5            | Не пройшов  | Не пройшов  | Не пройшов | Не пройшов | Не пройшов | Не пройшов |

Жінки
| Спортсмен         | Дисципліна | Перший раунд | Перший раунд | Чвертьфінал | Чвертьфінал | Півфінал   | Півфінал   | Фінал      | Фінал      |
| Спортсмен         | Дисципліна | Результат    | Місце        | Результат   | Місце       | Результат  | Місце      | Результат  | Місце      |
| ----------------- | ---------- | ------------ | ------------ | ----------- | ----------- | ---------- | ---------- | ---------- | ---------- |
| Рубі Джой Габріел | 100 м      | 13.34        | 7            | Не пройшла  | Не пройшла  | Не пройшла | Не пройшла | Не пройшла | Не пройшла |

### Плавання
Палау отримала «універсальне місце» від МФП.
Жінки
| Спортсмен | Дисципліна          | Перший раунд | Перший раунд | Півфінал   | Півфінал   | Фінал      | Фінал      |
| Спортсмен | Дисципліна          | Час          | Місце        | Час        | Місце      | Час        | Місце      |
| --------- | ------------------- | ------------ | ------------ | ---------- | ---------- | ---------- | ---------- |
| Кіша Кін  | 50 м вільним стилем | 28.25        | 50           | Не пройшла | Не пройшла | Не пройшла | Не пройшла |